# Nýrov
Nýrov (in tedesco Nejrow) è un comune della Repubblica Ceca facente parte del distretto di Blansko, in Moravia Meridionale.